# Eduard Fischer
Eduard Fischer (n. 18 ianuarie 1862, Carapciu, Bucovina, Imperiul Austriac - d. 21 iunie 1935, Viena - în 1862 Carapciu pe Ceremuș se afla în Ducatul Bucovina din Imperiul austriac)  a fost un general (Generalmajor) austriac, care a comandat jandarmeria austriacă din Bucovina și Galiția, decorat cu Ordinul Maria Terezia în grad de cavaler. De asemenea, el s-a remarcat și ca scriitor.

## Biografie

### Anii de dezvoltare

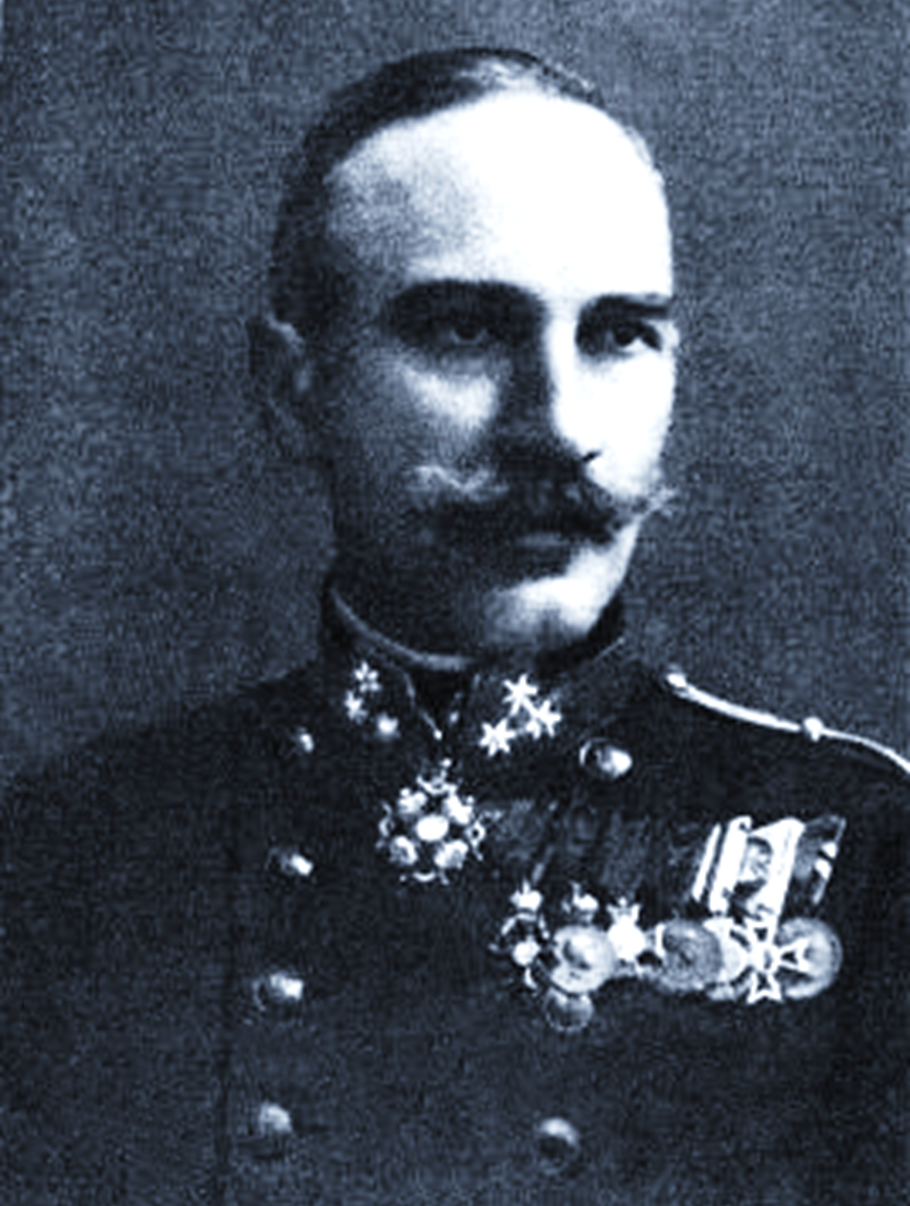
Eduard Fischer ca colonel de jandarmerie

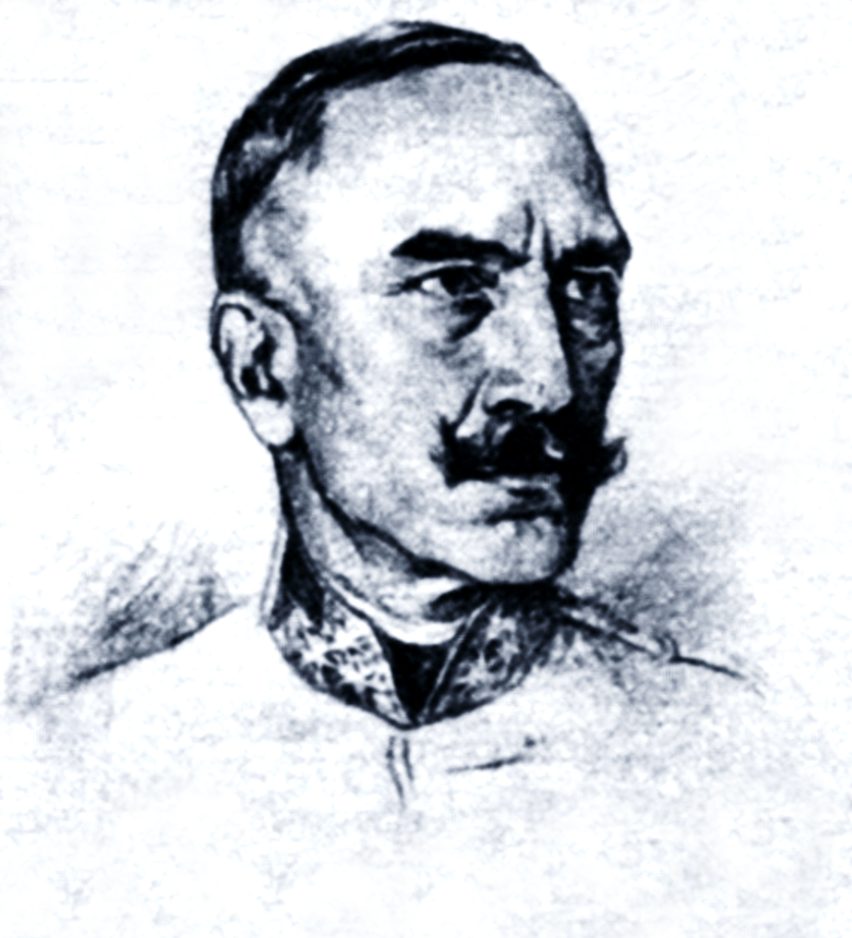
Eduard Fischer pe la 1917

Fischer, fiul unui mic arendaș de origine evreiască din Carapciu, a fost interesat încă din copilărie de viața militară. După ce a terminat clasa a șasea de liceu, s-a alăturat, în anul 1879, ca voluntar în Regimentul Bucovinean nr. 41 și a fost trimis la școala militară din Lozow (în apropiere de Cracovia), pe care a absolvit-o în 1885 cu rezultate  deosebit de bune. În anul 1888 Eduard Fischer a fost avansat locotenent, fiind transferat în 1891 la jandarmeria imperială. În 1898 a fost înaintat la gradul de locotenent-major și numit comandant suplimentar pentru Cernăuți. În 1901 a fost avansat la gradul de căpitan și numit comandant al diviziei de jandarmerie nr. 1 din același oraș, precum și comandant adjunct al jandarmeriei din Bucovina. În 1906, a fost numit de către Ministerul Apărării în funcția de șef al unei comisii pentru studii ale structurilor de jandarmerie din Ungaria, Germania, Belgia și Elveția. Ca urmare a activității sale excelente, a fost decorat în 1907 cu Ordinul Franz Joseph în grad de cavaler. Ulterior, la 1 mai 1912, a fost numit maior și comandant al jandarmeriei din Ducatul Bucovinei nr. 13, acordându-i-se Crucea de Merit Militar clasa a III-a.

### Primul Război Mondial
La 1 august 1914, odată cu izbucnirea Primului Război Mondial, Fischer a fost avansat la gradul de locotenent-colonel. La sfârșitul lunii, Bucovina a fost asediată de armatele ruse. Nordul Bucovinei și capitala Cernăuți au căzut într-o lună în mâinile rușilor. În numai câteva zile, Fischer a format și a condus o revoltă populară armată în Bucovina. Armata sa cuprindea nu numai trupele de jandarmerie din Bucovina, ci și numeroși voluntari de diferite etnii și meserii. Punctele cheie ale rezistenței au fost Gura Humorului și Câmpulung Moldovenesc. Trupele lui Fischer nu numai că au respins forțele inamice, ci au recâștigat și controlul asupra capitalei, dar numai temporar. Rușii, conduși de generalul Andrei Selivanov, au ocupat din nou Cernăuțiul la 20 noiembrie 1914. Fischer a reușit cu mai puțin de 10.000 de soldați, înarmați insuficient, să țină la distanță timp de câteva luni trupele de elită ale generalilor Brusilov, Russki, Ivanov și Evreinov. La sud de râul Siret rezistența a continuat până în iunie 1915. Marele duce Nikolai Nikolaevici a oferit o recompensă de 100.000 de ruble pentru capturarea lui Fischer.
Pentru meritele sale în acțiunile de rezistență, Eduard Fischer a fost decorat în septembrie 1914 cu Ordinul imperial Coroana de Fier clasa a 3-a cu decorație de război și avansat în luna următoare la gradul de colonel. Într-o audiență privată din martie 1915 la Carol I al Austriei, a fost elogiat de împărat și i s-a acordat Ordinul imperial Leopold clasa a 3-a cu decorație de război (KD). El a primit, de asemenea, o sabie de onoare din partea locuitorilor orașului Cernăuți.
Aceste acțiuni l-au făcut celebru printre prieteni și dușmani. Geograful explorator Sven Hedin, care l-a vizitat în Bucovina în timpul războiului, l-a poreclit „Andreas Hofer al Estului“ („Andreas Hofer des Ostens“), cu referire la Imperiul Austro-Ungar.
La 1 februarie 1918 (rang de la 17 martie al anului) a fost avansat la gradul de general. Scurt timp după aceea, la 20 martie, împăratul Carol I al Austriei l-a numit comandant al Galiției și Bucovinei. În lunile martie-noiembrie 1918 s-a ocupat de organizarea transportului și furnizarea de bunuri de consum pentru alimentarea Vienei. A fost pensionat după sfârșitul războiului, la 1 ianuarie 1919.

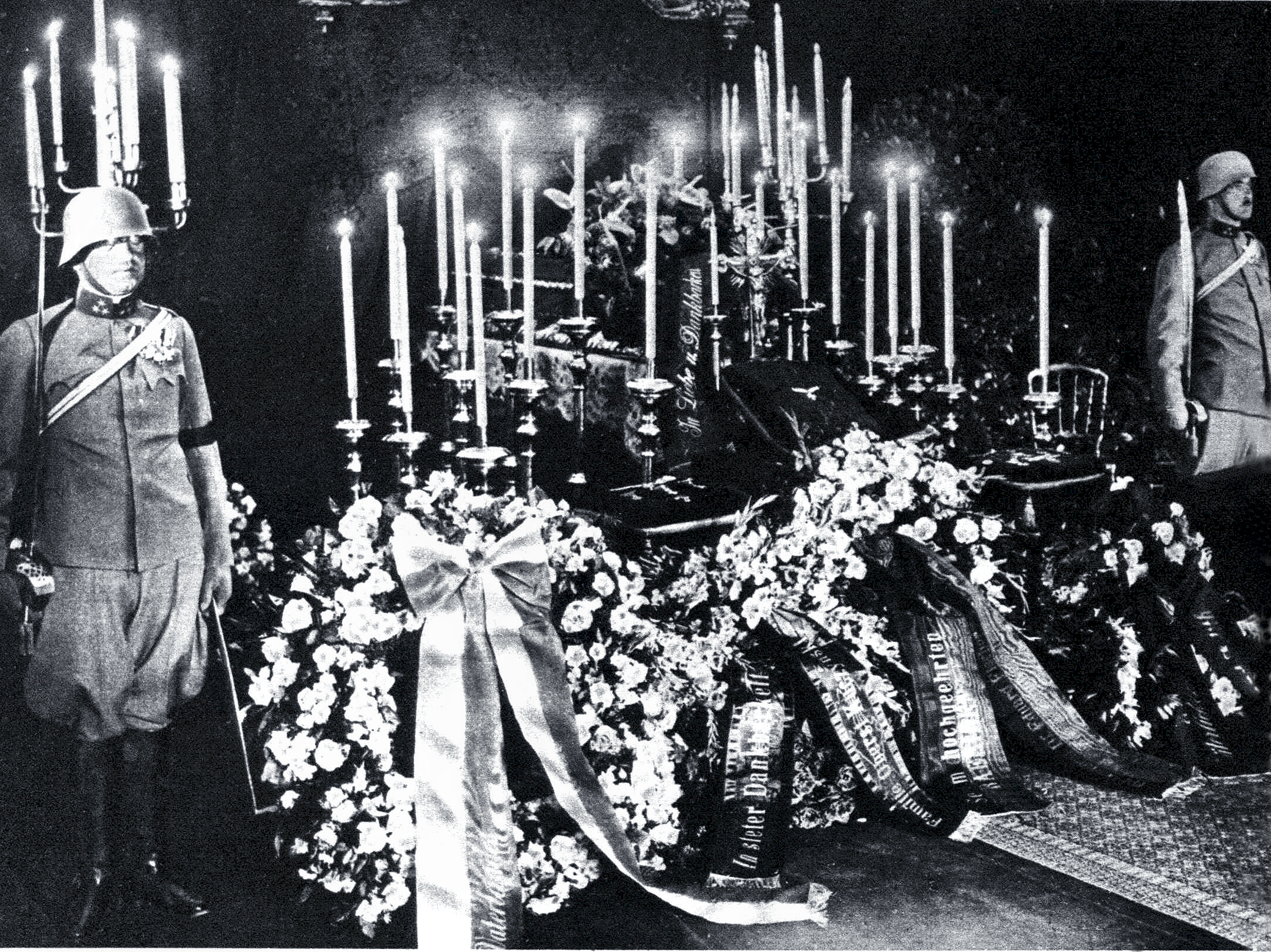
Catafalcul generalului Eduard Fischer 1935

Începând din 1916, generalul Fischer a fost considerat ca inamic de război al României. Astfel, la începutul anului 1919, autoritățile române l-au internat, împreună cu soția sa, într-un lagăr lângă Iași. Amândoi s-au infectat acolo cu un virus („gripa spaniolă“), iar soția sa a murit în urma acelei infecții. Generalul Fischer a fost eliberat în 1920 și expulzat în Austria.
Generalul Fischer a fost numit, cu înregistrarea în a 193-a promovare de la 25 octombrie 1927, Cavaler al Ordinului Maria Terezia. Fischer a primit această înaltă distincție pentru organizarea și conducerea revoltei din Bucovina, când era locotenent-colonel (1914). Cu scurt timp înainte, el a fost paralizat parțial de un accident vascular cerebral.

### Literatul
Prin lucrările sale istorico-geografice Eduard Fischer și-a făcut un bun renume în lumea științifică. Scrierile sale privind Bucovina și Moldova au stârnit un interes considerabil, mai ales în România. Universitatea din Cernăuți i-a conferit titlul de doctor honoris causa. Ultima sa publicație a fost cartea de memorii „Krieg ohne Heer, meine Verteidigung der Bukowina gegen die Russen” („Război fără armată, apărarea mea a Bucovinei împotriva rușilor”).
Cândva în timpul vieții sale s-a convertit la catolicism, data fiind necunoscută. A fost înmormântat într-un mormânt de onoare din cimitirul Hietzing.

## Opere
- Schriften zur Geschichte der Bukowina und Moldau (Scrieri despre istoria Bucovinei și a Moldovei), Cernăuți 1899[6]
- Zur Münzkunde des Fürstentums Moldau" (Despre numismatica Principatului Moldovei), Editura H. Pardini, Cernăuți 1901
- Bătălia din Codrii Cosminului: Războiul dintre Ștefan cel Mare și regele polon Ioan Albert în anul 1497 (trad.: Ion Strișcă), Editura Institutul de Arte Grafice "Eminescu", București 1904, 67 p.
- Die Wehrmacht der Moldau unter Stefan dem Großen (Forțele armate ale Moldovei sub Ștefan cel Mare), Jahrbuch des Bukowiner Landesmuseums 1905-1906, Cernăuți 1906
- Harta Bucovinei 1:150000 în trei limbi (germană, română, ruteană) [12]
- Krieg ohne Heer, meine Verteidigung der Bukowina gegen die Russen (Război fără armată, apărarea mea a Bucovinei împotriva rușilor), Editura Schubert & Lenobel, Viena 1935, 214 p.